# 緯來電影台
緯來電影台（英文名稱：VideoLand Movie）是緯來電視網旗下全天候播放電影節目的頻道，其最早的前身是巨登育樂（八大電視前身）旗下的國片頻道「飛梭國片台」，1992年開播。1996年，飛梭國片台變更名稱為「聯登電影台」。2001年，聯登電影台加入緯來電視網，改名為「緯來電影台」。2005年起，定頻於有線電視63頻道。

## 頻道簡介
節目內容以華語電影與亞洲電影為主。華語電影以香港電影、台灣電影、中國大陸電影為主，也包括新加坡電影，亞洲電影多以國語配音播出，配音播出包括韓國電影、日本電影、泰國電影，其中日本電影有時以原音播出，印度電影也是以原音播出。2010年開始，緯來電影台也播出一些威望國際代理的美國電影。2019年3月25日，啟用高畫質版本「緯來電影台HD」。

## 歷年頻道名稱
- 飛梭國片台：1992年至1996年
- 聯登電影台：1996年至2001年
- 緯來電影台：2001年至今

## 自製電視電影歷程
- 緯來電視網從2004年起自製電視電影，起初希望藉有知名度的導演如朱延平等人，盼提高收視率，多年來作品卻遭質疑良莠不齊。為尋找電視電影的多元題材及編劇人才，緯來曾在2007年舉辦「百萬徵編劇—尋找國片接班人」活動，發掘《鬼旅社》《鬼情書》等5個頗具創意的故事，並找來偶像劇導演劉俊傑、張哲書執導，由王耀慶、陳怡蓉、杜詩梅、張勛傑等人演出新晉編劇的作品。活動雖然引起迴響，卻因台內人事異動，僅辦一屆就結束。

- 2009年後，緯來電視網加強自製電視電影，常態性地對外開放提案、尋找各類題材，培養有潛力的編劇與導演。執行3年後，緯來發現徵選到的題材太過狹隘、不足以反映社會現況，於是2011年與內政部移民署合作，規劃4部「內人。外人」新移民系列電視電影，找來李安電影《推手》的副導演周旭薇執導《金孫》、陳慧翎執導《吉林的月光》、鄭有傑執導《野蓮香》、以及傅天余執導《黛比的幸福生活》。「內人。外人」新移民系列在2012年新北電影節放映後獲熱烈迴響，入圍11項金鐘獎及台北電影獎，最終拿下5座金鐘獎。隔年，緯來又規劃「關懷父親」系列電視電影，製作3部作品《我的窮爸爸》《我的富爸爸》《我的明星爸爸》；接著製作探討霸凌問題的《躲貓貓》，以及關於同性戀者與高齡問題的《双全》等。

## 外部連結
- 緯來電影台 （页面存档备份，存于）（繁體中文）
- 緯來電影台 近期強檔的Facebook專頁
- YouTube上的緯來電影台頻道